# دره ویلو (کالیفرنیا)
دره‌ی ویلو (به انگلیسی: Willow Valley) یک منطقهٔ مسکونی در ایالات متحده آمریکا است که در شهرستان نوادا، کالیفرنیا واقع شده‌است. دره‌ی ویلو ۸۳۷ متر بالاتر از سطح دریا واقع شده‌است.